# Bridgette Radebe
Bridgette Motsepe Radebe là một nữ doanh nhân Nam Phi và là chị gái của doanh nhân Nam Phi Patrice Motsepe.
Bà sinh ngày 26 tháng 2 năm 1960. Radebe khởi nghiệp như một người khai thác mỏ vào những năm 1980; quản lý các hoạt động khai thác trục riêng lẻ và sản xuất vật liệu cho các hoạt động khai thác lớn hơn ở Nam Phi trong khi làm việc theo hợp đồng. Bà bắt đầu bằng việc lập công ty Khai thác mỏ Mmakau; một công ty khai thác khởi xướng các cuộc thám hiểm và giúp sản xuất bạch kim, vàng và crôm.
Radebe là Chủ tịch Hiệp hội Phát triển Khai thác Nam Phi và chồng bà là Bộ trưởng Nam Phi trong nhiệm kỳ Tổng thống Jeff Radebe. Bà cũng là thành viên của Quỹ khai thác châu Phi mới và phục vụ trong Hội đồng quản trị Nakhi. Bridgette đã chỉ trích "mô hình khai thác tư bản" bởi vì "phải mất đất để khai thác nguyên liệu, xuất khẩu tạo ra thị trấn ma và việc làm ở nước ngoài." Khi Nam Phi được tái tạo 83% tài nguyên thiên nhiên thuộc về thiểu số chủng tộc (người da trắng). Ngày nay, 91% tài nguyên tương tự được sở hữu bởi các công ty độc quyền. Bà gợi ý ba giải pháp để giải quyết vấn đề: 1) quốc hữu hóa hoàn toàn tất cả các hoạt động khai thác, 2) mua lại nhà nước các hoạt động khai thác có lợi nhuận giảm dần dưới danh nghĩa trao quyền đen, 3) phong trào hợp tác giữa khu vực công và tư hoạt động của các mỏ của Nam Phi.
Radebe đã nhận được "Giải thưởng Doanh nhân Quốc tế của Năm" vào tháng 5 năm 2008 của Tổ chức Dân chủ Toàn cầu. Giải thưởng này công nhận các doanh nhân đã tạo ra sự khác biệt trong thế giới thay đổi cảnh quan chính trị và môi trường.
Vào ngày 1 tháng 2 năm 2011, Radebe đóng vai trò hỗ trợ trong lễ cưới của Hoàng tử Albert II của Monaco và Charlene Wittstock.